# Konsumtionsföreningen Sölvesborg med omnejd
Konsumtionsföreningen Sölvesborg med omnejd var en svensk konsumentförening i Sölvesborg, verksam 1928–1966.

## Historik
En föregångare till föreningen hette också Sölvesborgs kooperativa handelsförening och bildades i juni 1906. År 1921 begärde sig den föreningen i konkurs.
Sölvesborgs kooperativa handelsförening bildades igen 1928. Den första butiken öppnade den 12 oktober 1928 på Västra storgatan i vad som tidigare var köpmannen Ivan Ericssons lokal. Hösten 1933 etablerades en filial i Mjällby. År 1945 fusionerade man med Nogersunds hushållsförening, vilket ledde till att man fick en filial i Nogersund.
År 1949 ändrades namnet till Konsumtionsföreningen Sölvesborg med omnejd.
År 1961 uppgick Bromölla kooperativa handelsförening i föreningen och namnet ändrades till Konsumtionsföreningen Sölvesborg-Bromölla m. o. Den 12 april 1962 invigdes en ny Konsumhall i Bromölla. I oktober 1963 öppnade Domus i Sölvesborg.
Den 1 januari 1966 uppgick Sölvesborg/Bromölla-föreningen i Konsumtionsföreningen Kristianstad m. o. Föreningen höll sin sista årsstämma i Bromölla den 13 april 1966. Ytterligare några år senare gick Kristianstadsföreningen ihop med den i Karlskrona för att bilda Kristianstad-Blekinge konsumentförening.